# Avkriminalisering
Avkriminalisering är en juridisk term som innebär att man inte längre straffbelägger en handling som tidigare ansetts brottslig. Den aktuella handlingen kan ha medfört böter eller fängelse, i vissa länder till och med dödsstraff.
Det finns flera anledningar till att en avkriminalisering sker. Exempelvis kan handlingen inte längre ses som klandervärd, eller också menar man att lagen är ineffektiv. Effektivare åtgärder kan istället vara att införa skadestånd, avgifter eller vitesföreläggande.
Begreppet skiljer sig från legalisering. Denna innebär dessutom att verksamheten blir föremål för civilrätt – till exempel beskattning.
Ett inte ovanligt misstag vid  läsning av texter på engelska  att tro att det engelska ordet "decriminalisation" är en exakt synonym till det svenska ordet avkriminalisering.[källa behövs] På engelska  kan ordet "decriminalisation" betyda att personen inte döms till fängelse men i till exempel Portugal kan påföljden för eget bruk av narkotika istället bli böter, tillträdesförbud, förlust av körkort, skyldighet att delta i viss behandling eller något annat.

## Exempel (Sverige)
- Homosexualitet avkriminaliserades i Sverige år 1944.[2] Därefter sågs den istället som en mentalsjukdom fram till 1979.
- Gå mot rött ljus för en fotgängare är fortfarande förbjudet i Sverige. Man kan sedan 1987[3] dock inte bötfällas för förseelsen. Däremot kan man i vissa fall dömas till böter för vårdslöshet i trafiken.[4]